# Albéron II de Chiny-Namur
Albéron II de Chiny, mort le 27 mars 1145, fut primicier de l'église de Metz de 1125 à 1136, puis prince-évêque de Liège de 1136 à 1145. Il est fils d'Otton II, comte de Chiny et d'Adélaïs de Namur.
Le 22 septembre 1141, après un siège de cinquante-et-un jours, Albéron II reprit le château de Bouillon tombé en 1134 sous la coupe de Renaud de Bar.